# Amstel Gold Race Ladies Edition 2025
Das Amstel Gold Race Ladies Edition 2025 war die 11. Austragung dieses Straßenrennens für Frauen. Das Rennen fand am 20. April statt, am selben Tag wie das entsprechende Rennen für Männer, und war Teil der UCI Women’s WorldTour 2025.

## Teilnehmende Mannschaften
| UCI Women's WorldTeams (14)- AG Insurance-Soudal Team - Canyon//SRAM zondacrypto - Ceratizit Pro Cycling Team - FDJ-Suez - Fenix-Deceuninck - Lidl-Trek - Liv AlUla Jayco - Movistar Team - Roland - Team Picnic PostNL - Team SD Worx-Protime - Team Visma \| Lease a Bike - UAE Team ADQ - Uno-X Mobility UCI Women's ProTeams (4)- Cofidis Women Team - EF Education-Oatly - VolkerWessels Women's Pro Cycling Team - Winspace Orange Seal UCI Women's Continental Teams (5)- Bepink-Imatra-Bongioanni - Cynisca Cycling - DAS-Hutchinson - Team Coop-Repsol - DD Group Pro Cycling |
| |

## Streckenführung
Die vorgesehene Strecke war im Wesentlichen identisch zum Vorjahr, bis auf kleinere Änderungen im ersten Streckenabschnitt. Der neutralisierte Start erfolgte auf dem Vrijthof in Maastricht, bevor das Rennen am Stadtrand freigegeben wurde. Die Strecke führte anfänglich Richtung Sittard, dann nach Süden zum Tal der Göhl, wo über Anstiege wie den Eyserbosweg und den Keutenberg nach gut 80 km Valkenburg erreicht, der Cauberg erklommen und zum ersten Mal die Ziellinie überquert wurde.
Das Finale bestand aus vier Runden eines 18 km langen Parcours über Geulhemmerberg, Bemelerberg und Cauberg. In der letzten Runde wurde eine zusätzliche Schleife über Terblijt eingebaut. Auf den letzten Kilometern ging es nochmals bergab nach Valkenburg und den Cauberg hinauf.

## Rennverlauf und Ergebnis
Auf der drittletzten Runde bildete sich nach Attacken am Cauberg eine 23-köpfige Spitzengruppe, der unter anderem Mischa Bredewold, Lorena Wiebes, Juliette Labous, Puck Pieterse und Ellen van Dijk angehörten. Katarzyna Niewiadoma versuchte im Peloton vergeblich, durch Tempoerhöhungen die Ausreißer einzuholen. Durch eine Attacke auf der letzten Runde wurde die Spitzengruppe auf fünf Fahrerinnen reduziert. Sechs Kilometer vor Schluss griff Ellen van Dijk an, und nur Mischa Bredewold folgte ihr. Bei der letzten Passage des Caubergs kam schließlich die Attacke von Bredewold, bei welcher sie Van Dijk hinter sich ließ und mit sieben Sekunden Vorsprung allein ins Ziel fuhr. In der Gruppe dahinter konnte Ellen van Dijk den Sprint um den zweiten Platz vor Puck Pieterse für sich entscheiden.
| \| Gesamtwertung \| Gesamtwertung \| Gesamtwertung \| Gesamtwertung \| Gesamtwertung \| \| Fahrerin \| Fahrerin \| Land \| Team \| Zeit \| \| ------------- \| ---------------- \| ---------------------- \| ------------------ \| --------------- \| \| 1. \| Mischa Bredewold \| Niederlande \| SD Worx-Protime \| 4 h 03 min 03 s \| \| 2. \| Ellen van Dijk \| Niederlande \| Lidl-Trek \| + 7 s \| \| 3. \| Puck Pieterse \| Niederlande \| Fenix-Deceuninck \| + 7 s \| \| 4. \| Juliette Labous \| Frankreich \| FDJ-Suez \| + 7 s \| \| 5. \| Silvia Persico \| Italien \| UAE Team ADQ \| + 9 s \| \| 6. \| Lorena Wiebes \| Niederlande \| SD Worx-Protime \| + 1 min 26 s \| \| 7. \| Alison Jackson \| Kanada \| EF Education-Oatly \| + 1 min 26 s \| \| 8. \| Anna Henderson \| Vereinigtes Königreich \| Lidl-Trek \| + 1 min 26 s \| \| 9. \| Quinty Ton \| Niederlande \| Liv AlUla Jayco \| + 1 min 26 s \| \| 10. \| Mara Roldan \| Kanada \| Team Picnic PostNL \| + 1 min 26 s \| |                  |                        |                    |                 |
| |                  |                        |                    |                 |
| Quelle: ProCyclingStats |                  |                        |                    |                 |
| Gesamtwertung |                  |                        |                    |                 |
| Fahrerin | Fahrerin         | Land                   | Team               | Zeit            |
| 1. | Mischa Bredewold | Niederlande            | SD Worx-Protime    | 4 h 03 min 03 s |
| 2. | Ellen van Dijk   | Niederlande            | Lidl-Trek          | + 7 s           |
| 3. | Puck Pieterse    | Niederlande            | Fenix-Deceuninck   | + 7 s           |
| 4. | Juliette Labous  | Frankreich             | FDJ-Suez           | + 7 s           |
| 5. | Silvia Persico   | Italien                | UAE Team ADQ       | + 9 s           |
| 6. | Lorena Wiebes    | Niederlande            | SD Worx-Protime    | + 1 min 26 s    |
| 7. | Alison Jackson   | Kanada                 | EF Education-Oatly | + 1 min 26 s    |
| 8. | Anna Henderson   | Vereinigtes Königreich | Lidl-Trek          | + 1 min 26 s    |
| 9. | Quinty Ton       | Niederlande            | Liv AlUla Jayco    | + 1 min 26 s    |
| 10. | Mara Roldan      | Kanada                 | Team Picnic PostNL | + 1 min 26 s    |